# Ajatasattu
Ajatasattu (Pali: Ajatasattu, Sanskrit: Ajatashatru, अजातशत्रु) war König des Reiches von Magadha im Osten Indiens, dessen Kerngebiet sich südlich des Ganges im heutigen Bundesstaat Bihar befand. Er regierte im 5. Jahrhundert v. Chr., möglicherweise auch noch im frühen 4. Jahrhundert. Bekannt ist er als Mörder seines Vaters, des Königs Bimbisara, und als Zeitgenosse des Buddha Siddhartha Gautama. In jainistischen Quellen wird er Kunika genannt.

## Chronologie

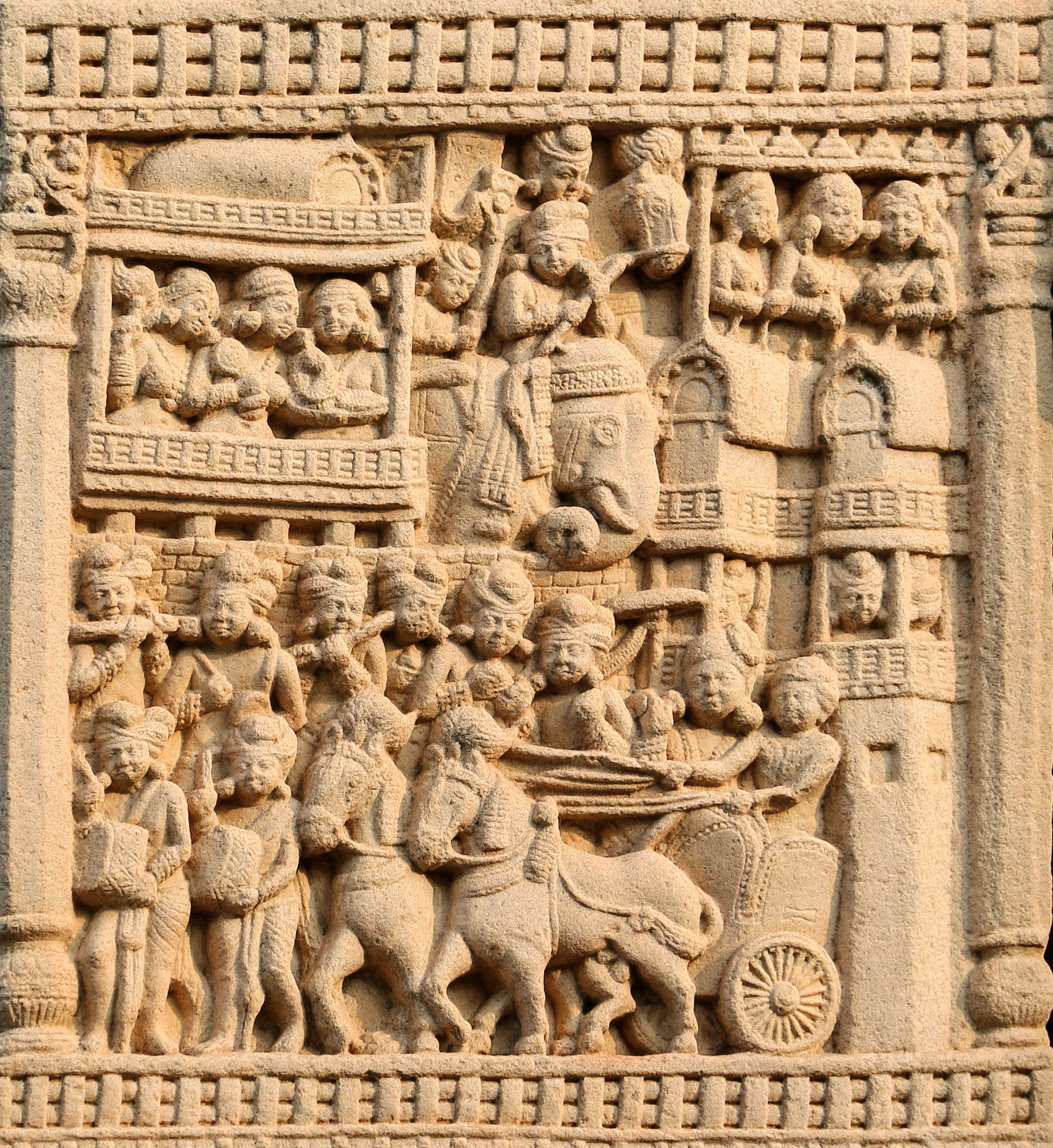
Eine königliche Prozession verlässt Rajagriha. Der abgebildete König ist entweder Ajatasattu oder sein Vater Bimbisara. Aus einer Tempelanlage in Sanchi, 1. Jhd. v. Chr.

Die Regierung Ajatasattus dauerte laut der Chronik Mahavamsa 32 Jahre. Sie wird traditionell ca. 494/493 – ca. 462 datiert. Diese Annahme hängt mit der Chronologie der Lebenszeit des Buddha zusammen, der im achten Regierungsjahr Ajatasattus gestorben sein soll. Der herkömmlichen Auffassung zufolge ist der Tod (Parinibbana) des Buddha in den achtziger Jahren des 5. Jahrhunderts v. Chr. eingetreten; meist wird 486 oder 483 genannt. Neuerdings setzt sich aber in der Forschung zunehmend die Spätdatierung von Buddhas Tod durch; man verlegt ihn ins späte 5. oder gar frühe 4. Jahrhundert. Dadurch verschiebt sich entsprechend auch der Zeitansatz für Ajatasattus Regierung um mehrere Jahrzehnte.

## Herkunft und Jugend
Ajatasattus Vater, König Bimbisara, hatte viele Frauen (angeblich 500). Die ranghöchste unter ihnen war Kosaladevi, eine Schwester des Königs Prasenajit (Pali: Pasenadi), der das Reich Kosala (im Südosten des heutigen Bundesstaats Uttar Pradesh) regierte, welches der nordwestliche Nachbarstaat von Magadha war. Prasenajit unterhielt freundschaftliche Beziehungen mit Bimbisara. Ajatasattu war nach der wohl zutreffenden Angabe buddhistischer Quellen ein Sohn Kosaladevis. Weniger glaubwürdig ist die Darstellung jainistischer Schriften, der zufolge seine Mutter eine andere Gemahlin Bimbisaras namens Chellana war.
Buddhistische Quellen schildern den jungen Ajatasattu als verwöhnten Liebling seines Vaters. An seinem Anspruch auf die Thronfolge scheint kein Zweifel bestanden zu haben.

## Machtübernahme
Alle Quellen stimmen darin überein, dass Ajatasattu den Tod seines Vaters nicht abwarten wollte, sondern ihn aus Machtgier stürzte bzw. zur Abdankung veranlasste und gefangensetzte, und dass Bimbisara in der Haft starb. Den buddhistischen Quellen zufolge soll dabei der Mönch Devadatta als Ratgeber Ajatasattus eine maßgebliche Rolle gespielt haben. In der buddhistischen Überlieferung bildet die Erzählung von dem Umsturz einen Teil der Devadatta-Legende.
Folgt man der Darstellung der buddhistischen Quellen, die in manchen Einzelheiten voneinander abweichen, so ergibt sich folgender Hergang. Devadatta beeindruckte Ajatasattu mit seinen magischen Fähigkeiten, wurde sein Ratgeber und ermunterte ihn, den König zu stürzen. Ajatasattu begab sich zum Palast des Königs, um ihn mit einem Dolch zu töten, wurde aber entweder schon vor der Ausführung seines Plans oder nach einem gescheiterten Attentat festgenommen. Bimbisara entschied sich jedoch gegen den Rat eines Teils seiner Minister, seinem Sohn zu verzeihen. Er dankte zugunsten des Thronfolgers ab oder – nach anderen Versionen – erhob ihn zum Mitregenten bzw. überließ ihm vorerst einen Teil des Reichs. So oder so riss Ajatasattu die ganze Macht an sich und warf Bimbisara ins Gefängnis. Er ließ seinen Vater in der Haft foltern und ermorden bzw. verhungern.
Die jainistischen Quellen berichten ebenfalls, dass Ajatasattu seinen Vater aus Machtgier stürzte und einkerkerte. Sie stellen den weiteren Verlauf aber so dar, dass der neue Herrscher später seine Tat bereute und sich ins Gefängnis begab, um den Häftling freizulassen. Beim Herannahen seines Sohnes vergiftete sich Bimbisara aus Angst.
Die moderne Forschung betont, dass beide Darstellungen parteiisch und nur teilweise glaubhaft sind. Die Buddhisten wollten vor allem Devadatta belasten, der bei ihnen als finsterer Widersacher des Buddha galt. Wahrscheinlich ist Devadattas angebliche Rolle bei dem Umsturz frei erfunden. Die Jains wollten Ajatasattu aus Dankbarkeit für seine späteren Wohltaten von der Verantwortung für den Vatermord entlasten, der jedoch als historische Tatsache anzusehen ist.

## Regierung

### Außenpolitik
Als nach dem Tod Bimbisaras auch dessen Witwe Kosaladevi – Ajatasattus Mutter – starb, forderte ihr Bruder, König Prasenajit von Kosala, von seinem Neffen Ajatasattu die Rückgabe der Mitgift. Da Ajatasattu dies verweigerte, kam es zum Krieg. Ajatasattu siegte in drei Schlachten, aber in der vierten wurde er in einen Hinterhalt gelockt, besiegt und gefangen genommen. Prasenajit ließ ihn jedoch frei, schloss mit ihm einen dauerhaften Frieden und gab ihm seine Tochter Vajira zur Frau.
Die Expansionspolitik Ajatasattus richtete sich nach Norden; er wollte beide Ufer des Grenzflusses Ganges beherrschen. Er griff die nördlich des Ganges gelegenen republikanischen Staaten an, die in der Konföderation der Vrijji (Vajji) verbündet waren, und unterwarf sie in langen Kämpfen. Zu den dortigen von ihm eroberten Gebieten gehörte insbesondere die Republik der Licchavis mit der Hauptstadt Vaishali (Pali: Vesali).

### Innenpolitik
Ajatasattu baute neben dem bisherigen Regierungssitz Rajagriha (Pali: Rajagaha) die ca. 70 km nordwestlich gelegene Siedlung Pataligrama (Pali: Pataligama) aus und befestigte sie. Diese Stadt entwickelte sich zu einem Zentrum des Reichs und wurde später die neue Hauptstadt Pataliputra (Pali: Pataliputta). Pataliputra ist das heutige Patna am Südufer des Ganges.
Nach Angaben buddhistischer Quellen beteiligte sich Ajatasattu nach seiner Thronbesteigung an einem Versuch Devadattas, den Buddha zu ermorden. Er stellte ihm dafür Mörder zur Verfügung, die jedoch versagten. Diese legendenhafte Erzählung ist nach heutiger Einschätzung der Forschung allerdings unglaubhaft. Es ist nur eine einzige Begegnung Ajatasattus mit dem Buddha überliefert. Dabei soll der König dem Buddha Reue für seinen Vatermord bekundet haben. Zu Ajatasattus Regierungszeit fand in Rajagriha das erste buddhistische Konzil statt, doch scheint der König dabei keine aktive Rolle gespielt zu haben. Anscheinend stand Ajatasattu dem Buddhismus etwas distanzierter gegenüber als sein Vater. Er favorisierte vielmehr die Jains. Deren Führer Mahavira soll ihn bei häufigen Begegnungen stark beeindruckt haben. Daher schildern ihn Jain-Quellen weitaus positiver als buddhistische.

### Tod
Der buddhistischen Chronik Mahavamsa zufolge wurde Ajatasattu von seinem Sohn und Nachfolger Udayabhadra ermordet. Die jainistischen Quellen stellen wie schon im Fall von Bimbisara den Machtwechsel anders dar, nämlich als friedlichen Vorgang. Sie schildern Udayabhadra als loyalen Sohn.